# Свитанково
Свита́нково (укр. Світанкове; до 2016 г. Воро́вского) — село в Прилукском районе Черниговской области Украины. Население — 311 человек. Занимает площадь 1,763 км².
Код КОАТУУ: 7424182802. Почтовый индекс: 17525. Телефонный код: +380 4637.

## Власть
Орган местного самоуправления — Жовтневый сельский совет. Почтовый адрес: 17525, Черниговская обл., Прилукский р-н, с. Дмитровка, ул. Панченко, 27.